# Wojciech Haar
Wojciech Haar (ur. we Lwowie, zm. po 1890 tamże) – polski architekt związany twórczością ze Lwowem.

## Życiorys
Nie są znane dane biograficzne Wojciecha Haara, wiadomo że pochodził z rodziny o artystycznych tradycjach. Jego projekty były realizowane pomiędzy 1865 a 1890 we Lwowie, należał do stowarzyszenia budowniczych (cechu). Jego pracownia architektoniczna mieściła się przy ulicy Łyczakowskiej 25.

## Dorobek architektoniczny
- Własny budynek mieszkalny przy ulicy Łyczakowskiej 25 (ok. 1870);
- Kamienica w stylu neorenesansu przy ulicy Czynu Listopadowego 6 (dawniej Adama Mickiewicza) (1874) obecnie nie istnieje;
- Budynek mieszkalny przy ulicy Iwana Franki 20 (dawniej Pańska 22) (1874–1875), po 1945 zniszczeniu uległa neorenesansowa elewacja;
- Przebudowa kamienicy przy ulicy Drukarskiej 2 (dawniej Grodzickich) (1876);
- Kamienica przy ulicy Czynu Listopadowego 12 (1892);
- Dobudowa czwartej kondygnacji w oficynie kamienicy przy ulicy Halickiej 9.